# Champagne Life
Champagne Life je píseň amerického R&B zpěváka Ne-Yo. Píseň pochází z jeho čtvrtého alba Libra Scale. Produkce se ujal producent D. DoRogh Gough.

## Hitparáda
| Žebříček | Příčka |
| -------- | ------ |
| Brazílie | 42     |
| USA      | 75     |